# ماريان بيدرسن
ماريان بيدرسن (بالدنماركية: Marianne Pedersen)‏ (28 فبراير 1985 - ) هي لاعبة كرة قدم دانمركية في مركز الدفاع. شاركت مع منتخب الدنمارك لكرة القدم للسيدات.

## وصلات خارجية
- ماريان بيدرسن على موقع الاتحاد الأوربي (الإنجليزية)
- ماريان بيدرسن على موقع قاعدة بيانات كرة القدم.إي يو (الإنجليزية)